# Sozar Subari
Sozar Subari (ur. 4 listopada 1964) – gruziński polityk, dziennikarz, historyk i działacz społeczny, w latach 2004-2009 Rzecznik Praw Obywatelskich Gruzji, w latach 2012-2014 minister więziennictwa, od 26 lipca 2014 roku minister uchodźstwa i zakwaterowania w rządach Irakli Garibaszwilego i Giorgiego Kwirikaszwilego.

## Życiorys
Sozar Subari urodził się 4 listopada 1964 roku w górskiej miejscowości Chuberi, w regionie Swanetia. Studiował historię na Tbiliskim Uniwersytecie Państwowym i teologię w Akademii Teologicznej w Tbilisi. W roku 1987 podjął pracę w Gruzińskim Muzeum Narodowym, zaś w roku 1988 pracował w Centrum Badań Archeologicznych Narodowej Akademii Nauk Gruzji. W latach 1989–1991 sprawował urząd dyrektora szkoły publicznej w Boslebi. W roku 1993 wziął udział w wojnie w Abchazji.
W roku 1995 został korespondentem czasopisma "Caucasus", zaś w 1996 roku otrzymał posadę jego redaktora. W latach 1996–2003 pozostawał również korespondentem Radia Wolna Europa. W 2004 roku został wybrany przez Parlament Gruzji na stanowisko Rzecznika Praw Obywatelskich. Podczas pięcioletniej kadencji odznaczył się jako przeciwnik prezydenta Micheila Saakaszwiliego. Podczas trwania antyrządowych demonstracji  2007 roku twierdził, że wielokrotnie spotykał się z brutalnością ze strony służb porządkowych oraz porównywał Gruzję do Białorusi Aleksandra Łukaszenki.
W 2009 roku Subari został zastąpiony na stanowisku Rzecznika Praw Obywatelskich przez Giorgiego Tugusziego, po czym został działaczem opozycyjnego ruchu Sojusz dla Gruzji kierowanego przez Irakliego Alasanię. W 2012 roku wstąpił do założonej przez Bidzinę Iwaniszwilego partii Gruzińskie Marzenie, która zwyciężyła w wyborach parlamentarnych w 2012 roku. 25 października został mianowany ministrem więziennictwa w rządzie Iwaniszwilego. Stanowisko to zachował po dymisji premiera i utworzeniu nowego rządu Irakli Garibaszwilego w listopadzie 2013 roku. 26 lipca 2014 roku został powołany na urząd ministra uchodźstwa i zakwaterowania w miejsce Dawita Darachwelidze.
11 grudnia 2014 roku Sozar Subari został odznaczony Krzyżem Oficerskim Orderu Zasługi Rzeczypospolitej Polskiej za wkład w rozwój praw człowieka w Gruzji.